# Le Censeur
Le Censeur era una revista francesa que promovía la reforma institucional y legal, se describía a veces como Revista Industrialista, fundada en 1814 por Charles Dunoyer y Charles Comte como plataforma para sus puntos de vista liberales, radicales, anti-borbónicos y anti-bonapartistas. La publicación de la revista se vio interrumpida debido a las dificultades políticas, pero reapareció en 1817 bajo un nuevo título Le Censeur Européen, que se suspendió en 1820 debido a las leyes represivas contra la prensa.
Otros contribuyentes notables a la publicación fueron, Jacques Nicolas Augustin Thierry, Auguste Comte, Jean-Baptiste Say. 

## Detalles de la publicación
Le Censeur 
- Vol. I junio 1814
- Vol. II-X 10 de noviembre de 1814 - 6 de septiembre de 1815

Le Censeur Europeen
- 12 Volúmenes -otoño 1817 - 17 de abril de 1819